# Margarita Dabdoub Sikaffi
Margarita Dabdoub Sikkafi, conocida como “Margie de Dip” es una política, empresaria hondureña de origen palestino, que llegó a ser electa la primera mujer Alcalde de la ciudad de La Ceiba. Actualmente con el cargo de regidor municipal para el periodo 2014-2018. En las recientes elecciones en noviembre del 2021 fue electa como diputada por el partido Libertad y Refundación(LIBRE) .

## Vida
Margarita Dabdoub Sikaffi, nació en 1941 en la ciudad de La Ceiba, es de ascendencia palestina. Es Licenciada en Comunicaciones con especialización en Relaciones Públicas. Casada con Roberto Eduardo Dip Hernández, con quien tiene tres hijos: Roberto Eduardo, Margie Guadalupe y María Dolores Dip Dabdoub.
Margarita Dip laboró como Directora de Relaciones Públicas de la Compañía Transnacional estadounidense Standard Fruit Company. Seguidamente fue Gerente General de la Cámara de Comercio de Atlántida (CCIA).
Sus inicios en la política los haría en el Partido Liberal de Honduras, saliendo elegida como Alcalde Municipal para el periodo de 1994 a 1998, siendo la primera mujer en llegar a ocupar la alcaldía Ceibeña.
En 2006, acompañó a José Manuel Zelaya Rosales candidato presidencial Liberal, en la contienda que ganaría Zelaya como presidente y ella como Diputada por Atlántida ante el Congreso Nacional de Honduras. Seguidamente en 2009 y para reelegirse como diputada, acompañó al ingeniero Elvin Ernesto Santos candidato del PLH, esta vez obteniendo 12,663 votos, reteniendo su escaño dentro del Honorable Congreso para el periodo de legislatura de 2010 a 2014.
En las elecciones de 2013 Margarita de Dip, esta vez aspira a la Alcaldía Municipal nuevamente como edil y dentro de las filas del Partido LIBRE, obtiene 137,89 votos y le garantiza el segundo escaño de regidor dentro de la Municipalidad.

## Obra social
Margarita de Dip es la socia fundadora de la “Fundación Margie Dip” la cual atiende y brinda servicio y ayuda social.